# دهستان گل‌تپه (کبودرآهنگ)
دهستان گل تپه (کبودرآهنگ) نام دهستانی در بخش گل تپه شهرستان کبودرآهنگ، استان همدان در ایران است. براساس سرشماری مرکز آمار ایران در سال ۱۳۸۵، جمعیت آن ۵۷۴۱ نفر۱۴۳۵ خانوار) بوده‌است.